# Banza nihoa
Banza nihoa is een rechtvleugelig insect uit de familie sabelsprinkhanen (Tettigoniidae). De wetenschappelijke naam van deze soort is voor het eerst geldig gepubliceerd in 1926 door Hebard.
1. ↑  (en) Banza nihoa op de IUCN Red List of Threatened Species.